# Ulricehamns IFK
Ulricehamns IFK är en fotbollsklubb i Ulricehamn som bildades 1992 genom en sammanslagning av fotbollssektionen i Ulricehamns IF och IFK Ulricehamn. IFK Ulricehamn grundades 1938, och Ulricehamns IFK tog vid sammanslagningen över dess plats i IFK-föreningarnas centralorganisation. 
Klubben har säsongen 2022 ett herrlag i division tre och ett damlag i division två. Herrlaget har som högst spelat i fjärde högsta divisionen. Detta skedde åren 1997-1999 och 2003-2005 i division III och efter serieomläggningen 2006 i division II. Gamla IFK Ulricehamn spelade en säsong i näst högsta serien (1977). Kvinnolaget spelade två säsonger i division I 2020-2021.
Föreningen har cirka 700 aktiva (2013) ungdoms och seniorspelare, varav 60 % pojkar/herrar och 40 % flickor/damer.

## Klubbfärger
Idrottsföreningen Kamraternas färger är blå och vit. De allra flesta IFK-föreningar uppträder också i blåvita dräkter, även om undantag såsom Malmö, Östersund, Ystad och Stockholm förekommer. Gamla IFK Ulricehamn spelade dock i blått och vitt. När den föreningen 1992 sammanslogs med Ulricehamns IF nåddes en kompromiss då mellan IFK:s blå-vitt med UIF:s gul-svart. Därav är UIFK den enda IFK-föreningen som spelar i svart och blått, klubbmärket innehåller därtill gult och vitt.

## Hemmaarena
Föreningen lämnade 10 september 2011 Vistavallen till förmån för nybyggda Lassalyckans IP i friluftsområdet Lassalyckan.

## IFK Ulricehamn (1938-1992)
IFK Ulricehamn var den första upplagan av Idrottsföreningen Kamraterna i Ulricehamn. Föreningen bildades 1938 och upplöstes 1992 när den sammanslogs med fotbollssektionen i Ulricehamns IF.
Föreningens herrlag spelade en säsong i division II, som då var serien under Allsvenskan. Detta skedde säsongen 1977. IFK placerades i södergruppen där man ställdes mot lag som ÖIS, HIF, Gais och IFK Malmö. Laget slutade på trettonde plats och degraderades till division III. Därtill spelade laget 16 säsonger i division III, då serien utgjorde den tredje högsta serienivån (motsvarande dagens division I.
IFK:s damlag deltog i seriespel för första gången redan 1969 och för sista gången 1977. Laget nådde förvisso inga större framgångar men det är likväl på damsidan IFK Ulricehamn gjorde störst avtryck i omvärlden då IFK var Pia Sundhages moderklubb.